# 2006 en Allemagne
Chronologie de l’Allemagne
- 2002
- 2003
- 2004
- 2005
- 2006
- 2007
- 2008
- 2009
- 2010

Cet article traite des événements qui se sont produits durant l'année 2006 en Allemagne.

## Gouvernements

### Niveau fédéral
- Président : Horst Köhler
- Chancelier : Angela Merkel

### Niveau desLands
- Ministre-président de Bade-Wurtemberg : Günther Oettinger
- Ministre-président de Basse-Saxe : Christian Wulff
- Ministre-président de Bavière : Edmund Stoiber
- Bourgmestre-gouverneur de Berlin : Klaus Wowereit
- Ministre-président de Brandebourg : Matthias Platzeck
- Président du Sénat de Brême : Jens Böhrnsen
- Premier bourgmestre de Hambourg : Ole von Beust
- Ministre-président de Hesse : Roland Koch
- Ministre-président de Mecklembourg-Poméranie-Occidentale : Harald Ringstorff
- Ministre-président de Rhénanie-du-Nord-Westphalie : Jürgen Rüttgers
- Ministre-président de Rhénanie-Palatinat : Kurt Beck
- Ministre-président de Sarre : Peter Müller
- Ministre-président de Saxe : Georg Milbradt
- Ministre-président de Saxe-Anhalt : Wolfgang Böhmer
- Ministre-président de Schleswig-Holstein : Peter Harry Carstensen
- Ministre-président de Thuringe : Dieter Althaus

## Événements

### Janvier
- 2 janvier : l'effondrement du toit de la patinoire de Bad Reichenhall survient, emprisonnant 50 personnes sous les décombres. Cinq personnes furent tuées avec le dernier corps trouvé le 5 janvier et 32 personnes furent blessées.

### Février
- 9 février : le Bundesvision Song Contest 2006, la seconde édition du Bundesvision Song Contest, se tient à Wetzlar dans le Land de Hesse
- 9–19 février : la Berlinale 2006, c'est-à-dire le 56e festival international du film de Berlin, se tient

### Juillet
- 31 juillet : le complot de bombardement ferroviaire (en) survient avec deux valises remplies de bombes qui ont été placées dans des trains régionaux. Les bombes étaient supposées exploser près de Hamm et de Coblence, mais n'ont pas détonées à cause d'une construction défectueuse.

### Septembre
- 22 septembre : l'accident ferroviaire de Lathen (en) survient lorsque le train à sustentation électromagnétique Transrapid entre en collision avec un véhicule d'entretien près de Lathen, tuant 23 personnes. Il s'agit du premier accident fatal d'un train à sustentation magnétique.
- 26 septembre : la controverse d'Idomeneo (en) éclate après l'annonce de l'annulation de quatre présentations de l'opéra Idomeneo, re di Creta de Mozart prévues pour novembre 2006 citant des inquiétudes que les représentations de la tête coupée du prophète islamique Mahomet causaient un risque incalculable
- 26 septembre : l'édition de 2006 du photokina commence à Cologne. Elle s'étend jusqu'au 1er octobre

### Octobre
- Pas de date précise : les troupes allemandes en Afghanistan causent une controverse internationale après avoir posé avec des crânes humains. Six militaires furent suspendus à la suite de ces révélations et un total de 23 soldats furent impliqués avec le scandale.

### Novembre
- 20 novembre : la fusillade de l’école d’Emsdetten survient à la Geschwister Scholl-Schule lorsqu'un ancien élève, Sébastian Bosse, tire et blesse cinq personnes en plus de détoner plusieurs bombes fumigènes avant de se suicider

## Élections
- 26 mars : Élections régionales en Bade-Wurtemberg
- 26 mars : Élections régionales en Rhénanie-Palatinat
- 26 mars : Élections régionales en Saxe-Anhalt
- 17 septembre : Élections régionales à Berlin
- 17 septembre : Élections régionales en Mecklembourg-Poméranie-Occidentale

## Sports
- 10–26 février : l'Allemagne participe aux Jeux olympiques d'hiver de 2006 à Turin en Italie. Ses athlètes y remportent 11 médailles d'or, 12 d'argent et 6 de bronze.

## Décès
- 27 janvier : Johannes Rau (né en 1931), un politicien membre du Parti social-démocrate d'Allemagne
- 9 juin : Drafi Deutscher (né en 1946), un chanteur et compositeur
- 2 août : Holger Börner (né en 1931), un politicien membre du Parti social-démocrate d'Allemagne
- 24 décembre : Ėlly Agallídis, physicienne-chimiste grecque.